# NeuroNames
NeuroNames è un sistema di nomenclatura per il cervello degli umani o del macaco.
Viene mantenuto dalla Università di Washington e forma parte di uno strumento software (anche on-line) noto come "BrainInfo". BrainInfo aiuta ad identificare strutture nel cervello. Si può eseguire una ricerca sia partendo dal nome della struttura anatomica, oppure localizzare una struttura nell'atlante cerebrale e ottenere informazioni come la sua localizzazione nella gerarchia cerebrale classica, i nomi alternativi utilizzati per la struttura, il nome in diverse lingue, immagini della struttura, il tipo di cellularità e di istologia nella regione, l'irrorazione sanguigna (arterie, vene), le informazioni di connessione anatomica, le proteine particolari che si trovano in quell'area e i geni che vengono espressi.
Attualmente, NeuroNames contiene più di 15.000 termini di neuroanatomia (e il numero è in costante crescita). In aggiunta, esso definisce più di 1.500 altre entità neuroanatomiche.
NeuroNames è un componente del Metathesaurus dello Unified Medical Language System.